# Fernie (Colombie-Britannique)
Ne doit pas être confondu avec Willie Fernie.
Pour les articles homonymes, voir Fernie.
Fernie est une cité (city) située dans les montagnes du sud-est de la Colombie-Britannique au Canada, entouré par les Rocheuses canadiennes.

## Situation
Une part importante de la population est saisonnière et gonfle durant les mois d'hiver. Reconnue comme la plus grande et la plus ancienne communauté de la région, Fernie est considéré comme le centre régional.

## Chronologie municipale
Fernie fut fondée en 1898 et constituée en tant que de cité en juillet 1904.

## Démographie
| 2001  | 2006  | 2011  | 2016  |
| ----- | ----- | ----- | ----- |
| 4 611 | 4 217 | 4 448 | 5 136 |

## Société
Personnalités
- Tom Uphill (1874-1962), député provincial et maire de Fernie